# ウェイポイント
ウェイポイント（waypoint）とは、経路上の地点情報をいう。一般的には、緯度と経度の情報の組である。これに高度の情報が加わることもある。

## 概略
ウェイポイントは、例えば、航空機のナビゲーションにおける航空路上の特定の位置を表す。固有名が付けられる。広い意味では、家庭用カーナビゲーションシステムにユーザーが自分で登録する自宅や目的地点もウェイポイントの一種である。
近年ではGPS等のGNSSの普及により、ウェイポイントの用語の使われる範囲がひろがってきた。

## 航空
有視界飛行方式においては特に決まりはなく、飛行を制限された空域以外は自由に飛ぶことができるので、ウェイポイントも自由に設定できる。ただし、飛行計画を通報しなければならないので、そこに航空路の経由地としてウェイポイントを明示する必要がある。また空港によって目視位置通報点（Visual Reporting Point）での位置通報を求めているところがあり、それらは航空路誌に公示されている。
計器飛行方式に関してはウェイポイントの名称（識別）・位置（座標）などが航空路誌に公示されている。
INS（慣性航法装置）やGPS、GNSSが登場するまでウェイポイントは航空保安無線施設からの方位と距離または複数の施設からの方位で定められていたが、それらが登場してからは緯度経度の座標も用いられるようになった。
座標についてはWGS84が採用されており、秒単位まで示されている。ただしWGS84の採用は国によってばらつきがあり、中国などでは最近の広域航法を導入するまではローカルな測地系をとっていた。ローカルな測地系を使用していた当時はGNSSを用いた最新鋭機でズレが生じるなどの問題があった。現在は中国もWGS84を採用しているが、秒単位ではなく0.1分単位で規定しているため、実際の滑走路などの位置と微妙な差が生じる可能性はある。
また、かつてウェイポイントの文字数に関して制限はなかったが、現在はICAO（国際民間航空機関）の指針により航空保安無線施設等以外の場合はアルファベット5文字にすることになっている。そのためかつて奈良県上空にあった「YAMATO」ポイントが「YAMAT」に、東京国際空港南西の「SPENCER」ポイントが「SPENS」にされたり、成田国際空港南方の「ACCORDION」ポイントが「ORGAN」、同「COURSEWAY」ポイントが「COSMO」という違う名称になるなどの変更が世界的に順次行われた。
航空保安無線施設等の場合はその施設の略号をそのまま用いるため、2文字や3文字、4文字になる。日本の場合、航空路誌に重要地点の読み方をカタカナで示している。
計器飛行方式のウェイポイントは義務位置通報点（COMPULSORY REPORTING POINT）、非義務位置通報点（NON-COMPULSORY REPORTING POINT）、広域航法のウェイポイント（RNAV WAY-POINT）に区別される。義務位置通報点では航空交通管制レーダー下にある場合を除き、位置通報を行わなければならない。非義務位置通報点であっても、またレーダー管制下であっても航空交通管制により求められた場合は、位置通報を行う必要がある。

## 日本にあるウェイポイント
日本の領空内にウェイポイントは1000か所以上ある。日本では、国土交通省航空局管制課空域調整整備室が、関係する管制機関の航空管制官等と相談したうえで設定しており、地名、名産品や名物の名称など「印象」の要素も考慮している。国内のウェイポイントの一覧はAIS JPANのページで公開されている。日本のウェイポイント地図は以下のページで見ることができる。
NHKが2021年4月2日に放送した「チコちゃんに叱られる!」では、日本国内にあるユニークな名称のウェイポイントが紹介された。その例を紹介する（括弧はその由来）。
- GOMAR（ゴマ） 、AZUKI（小豆） 、POTET（ポテト） 、ONIKU（お肉）、LAMEN（ラーメン）  - 九州・中国
- MIKAN（みかん） - 和歌山
- YOSAN（大泉洋） 、YASKN（安田顕） 、MISTA（鈴井貴之）、URESY（嬉野雅道）、FUJIM（藤村忠寿）、NACKS（TEAM NACS）[6]（以上北海道テレビ『水曜どうでしょう』の出演者・ディレクター）、KONBU（昆布）  - 北海道
- GIBAR（柳葉敏郎）、RINAH（生駒里奈）、NOZOM（佐々木希）、AYANE（鈴木絢音）（以上秋田出身者）、KILLY・TAMPO（きりたんぽ）  - 秋田
- HONMA・KAINA（関西弁・ほんまかいなが由来） 、TIGER（阪神タイガース）、BERTH（ランディ・バース）、KAKEF（掛布雅之）、OKADA（岡田彰布） - 関西[7]
- KIRIN（キリンビール）、MALTS（モルツ）、EBISU（ヱビスビール）、LAGAR（ラガー） - 福岡
- OHEDO（大江戸）、EDOJO（江戸城）、RIPOD（リポビタンD） - 東京